# Black Bolt
Black Bolt (Blackagar Boltagon) var en fiktiv amerikansk superhelt karakter, som er blev ses først i Fantastic Four fra 1965. Han er blevet skabt af Stan Lee og Jack Kirby. Han er leder af  Inhumans og Attalian. Han er gift med Medusa. I 2017 blev han spillet af Anson Mount. Black Bolt har en ond bror ved navn Maximus. 
1. ↑  Navnet er anført på engelsk og stammer fra Wikidata hvor navnet endnu ikke findes på dansk.
2. ↑  Navnet er anført på engelsk og stammer fra Wikidata hvor navnet endnu ikke findes på dansk.